# Daniel Opare
Daniel Tawiah Opare (Accra, 1990. október 28.) ghánai válogatott labdarúgó, aki jelenleg az FC Augsburg játékosa.

## Pályafutása
Tagja volt a 2014-es labdarúgó-világbajnokságon részt vevő válogatottnak.

## Sikerei, díjai

### Klub
- CS Sfaxien
  - CAF Konföderációs kupa: 2008
- Standard Liège
  - Belga kupa: 2011

### Válogatott
- Ghána U20
  - U20-as labdarúgó-világbajnokság: 2009